# 幻燈会
『幻燈会』(The Star Boarder) は、1914年公開の短編サイレント映画。キーストン社による製作で、監督はジョージ・ニコルズ。1971年に映画研究家ウノ・アスプランドが制定したチャールズ・チャップリンのフィルモグラフィーの整理システムに基づけば、チャップリンの映画出演9作目にあたる。

## あらすじ
とある下宿屋。チャーリーはおかみ（ミンタ・ダーフィ）に気に入られ、周囲は嫉妬のまなざしで見ていた。やがて2人は夫（エドガー・ケネディ）の目を盗んでは密会を繰り返すようになるが、夫は夫で浮気をしていた。その様子を、おかみ夫妻の息子（ゴードン・グリフィス）が幻灯機に撮っていた。

## 評価・背景
チャップリンの伝記を著した映画史家のデイヴィッド・ロビンソンは、『幻燈会』を「セネット監修の一連の映画のなかでももっとも魅力的な小品」とし、「四コマ漫画のような簡潔さと緊張を備えている」と評する。これに対し、ノンフィクション作家で映画史家のテッド・オクダは、「『幻燈会』に特に面白い演出があるわけでもなく、過去作品と比べても著しく変化があるわけでもないが、ストーリーには倫理的進行が見られ、チャップリンの影響力が徐々にではあるが垣間見られる」とする。またオクダは、ゴードン・グリフィスが演じるところのおかみの息子には『キッド』（1921年）におけるジャッキー・クーガンのような愛くるしさではなく、『偽牧師』（1923年）でのディーン・リーズナーや『ニューヨークの王様』（1957年）でのマイケル・チャップリンのような「悪ガキ」然とした雰囲気が通じていると述べている。
なお、チャップリンがニコルズのメガホンのもとで演技をしたのは、この作品が最後となった。ヘンリー・レアマンに続いてニコルズとそりが合わないことを重く見たセネットは、相性が良いとみられていたメーベル・ノーマンドに監督をさせ、チャップリンをそのもとに送り込むことを決断する。

## キャスト
- 下宿人：チャールズ・チャップリン
- 下宿屋のおかみ：ミンタ・ダーフィ
- おかみの夫：エドガー・ケネディ
- おかみ夫婦の息子：ゴードン・グリフィス
- おかみの友人：アリス・ダヴェンポート（英語版）
- 下宿人：フィリス・アレン、ウォーレス・マクドナルド、アル・セント・ジョン